# Josiah Conder
Josiah Conder (Brixton, 28 settembre 1852 – Tokyo, 21 giugno 1920) è stato un architetto inglese, consulente straniero per il Giappone durante il primo periodo Meiji.
Conder progettò diversi edifici pubblici a Tokyo, tra cui il Rokumeikan, uno dei simboli dell'occidentalizzazione del Giappone Meiji. Professore del Collegio imperiale di ingegneria di Tokyo, molti dei suoi studenti furono tra i primi architetti giapponesi a costruire edifici in stile occidentale in Giappone. È per questo conosciuto come il "padre della moderna architettura giapponese".

## Biografia

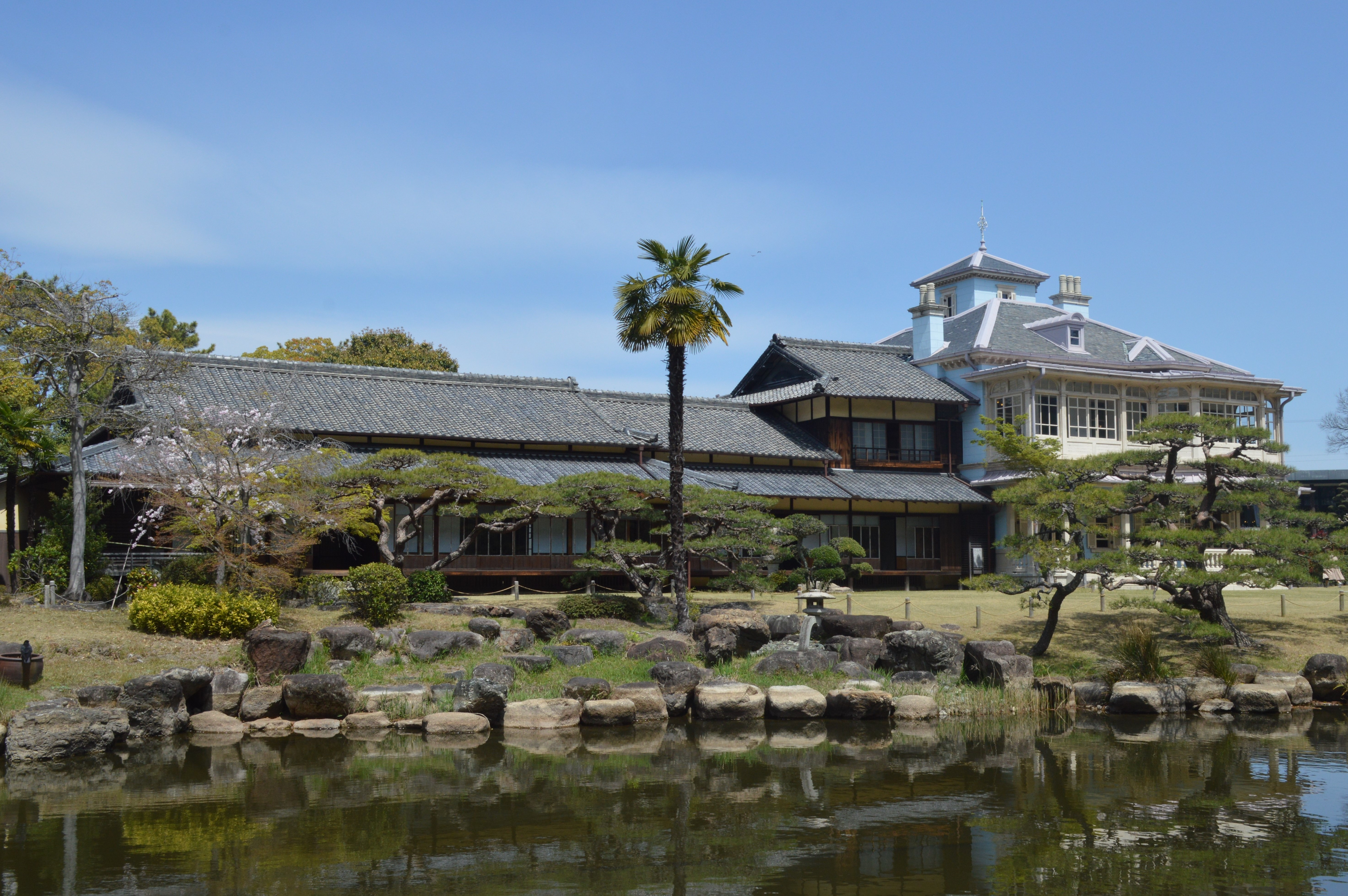
Rokkaen

Josiah Conder nacque a Brixton, nella contea londinese del Surrey. Figlio di un banchiere, frequentò la Bedford Modern School e il Royal College of Art prima di laurearsi presso l'Università di Londra. In seguito lavorò per l'architetto neogotico William Burges per due anni.

### In Giappone
Invitato in Giappone dal governo Meiji in qualità di consulente straniero nel gennaio 1877, il ventiquattrenne Conder divenne professore presso il Collegio imperiale di ingegneria di Tokyo, affermandosi in poco tempo come uno dei docenti più preparati dell'istituto. Le sue conoscenze comprendevano non solo una vasta formazione nella pratica architettonica, ma anche un'alta formazione nel disegno tecnico, nella teoria e in storia dell'architettura. Tra i suoi studenti vi furono Tatsuno Kingo, Katayama Tōkuma, Sone Tatsuzō, Satachi Shichijirō e Shimoda Kikutarō, che furono tra i primi architetti giapponesi a costruire edifici in stile occidentale in Giappone.
Il Ministero dell'industria gli affidò la ristrutturazione dell'area di Marunouchi sul modello dei quartieri degli affari inglesi, offrendogli un contratto di cinque anni. Sebbene residente in Giappone, mantenne un'affiliazione professionale con il Royal Institute of British Architects, divenendone socio nel 1874 e membro a partire dal 1884. Divenne professore a tempo parziale fino al 1888. Alcuni dei suoi ex studenti istituirono l'Istituto d'architettura del Giappone e nominarono Conder presidente onorario.
Conder sviluppò un forte interesse per le arti giapponesi e, dopo varie richieste, fu accettato come apprendista dal pittore Kawanabe Kyōsai. Studiò inoltre l'arte dell'ikebana in stile Enshū-ryū e i suoi studi portarono a numerose pubblicazioni, tra cui The Flowers of Japan and The Art of Floral Arrangement (1891), Landscape Gardening in Japan (1893) e Paintings and Studies by Kawanabe Kyosai (1911).
Nel 1915 l'Università imperiale di Tokyo gli conferì la laurea honoris causa. Conder rimase in Giappone per il resto dei suoi giorni. La sua tomba si trova al Gokoku-ji di Bunkyō, a Tokyo.